# Lucilina shirleyi
Lucilina shirleyi is een keverslakkensoort uit de familie van de Chitonidae. De wetenschappelijke naam van de soort is voor het eerst geldig gepubliceerd in 1914 door Tom Iredale.